# Карачин
Кара́чин (угор. Karácsfalva) — село у Вилоцькій селищній громаді Берегівського району Закарпатської області України.

## Історія
Основна версія назви це походження від угорського Karácsony — Різдвяне село.
Назва поселення появляється ще 1260 року в описі кордонів Чорного Потоку. Перші жителі покинули його з невідомих причин, тому що в 1300 році воно не згадується в документах по обміну Вишкова за Підвиноградово, Рокосово і Ніртелек (Вилок), разом з порожніми не обжитими територіями, які потрапили у власність Гонт-Пазманів. У 1310 році назва Карачин знову з‘являється і фігурує в документах разом з Новим Селом. До кінця село залишається власністю Уйгеїв — спадкоємців угочанських Гонт-Пазманів по чоловічій лінії. Наприкінці XVI століття село знову вимерло невідомо від чого і тільки через десятиліття було заселене знову. Під час татарської навали 1717 року з села було взято в полон 52-х чоловік, з яких 17 не повернулися.
його назва походить від імені татарського воєначальника Карача, який в 1242 році під час монголо-татарської навали розташував свій намет на найвищій ділянці села. Кругом були болотисті місця, а через село протікала річка Бродок (від слова брід). На берегах цієї річки розташовувалося село, а його жителі, в основному жінки, поховалися в густих заростях очерету. Татари кричали їм: « Німпі бабо» (Не бійся жінко), тому ця частина села пізніше так і називалася. Про те, що село знаходилося не там, де зараз розташоване, свідчать чисельні знахідки залишків будматеріалів і побутових речей під час проведення меліоративних робіт. На жаль, вони не були вивчені.
Церква св. арх. Михайла. 1859
У 1751 р. згадують церкву св. Михайла в доброму стані, з вежею, вкритою соломою, з двома дзвонами, посередньо забезпечену образами. За даними 1775 p., парохія походить з 1674 р., а стару дерев'яну церкву споруджено в 1694 р. Філія була в селі Оросієво. У 1847 р. ще існувала дерев'яна церква, а незабаром збудовано муровану. У жовтні 1909 р. церкву благословив Євменій Сабов. Ікони намальовані на блясі на початку XX ст. У церкві було 2 дзвони. Третій подарував уродженець Карачина єпископ Мукачівської єпархії Олександр Стойка (1932—1943). Він же придбав для храму золоті чашу і дискоси. Відомий харезматичністю, писав пастирські листи, започаткував акцію « У кожного бідняка — біла паска», з цією метою збирав кошти по всій єпархії.
Своєрідною візитівкою цього села є приватний греко-католицький ліцей ім. єпископа Олександра Стойки. У селі ще в радянські часи розпочали будівництво школи і дитячого садочка, але закінчити їх не могли через відсутність коштів. 2000 року греко-католицька громада села ухвалила рішення приватизувати незакінчену будову і земельну ділянку площею 1,23 га із своїх паїв, що їм належали при роздержавленні колгоспу. Для продовження будівництва були виділені гранти з Угорщини і Німеччини, спонсорські кошти фізичних і юридичних осіб, Мукачівської і Гайдудорозької єпархій.
До початку навчального 2003 року об'єкт здали в експлуатацію. Велику допомогу надала районна влада. В екстреному порядку до села було підведено газ, у тому числі і для його жителів. Благоустрій ліцею силами міжгоспшляхбуду було зроблено безкоштовно. Зараз в ліцеї на угорській мові навчається 83 дітей 8-11 класів, працює 18 вчителів. На перший погляд, у школі, підпорядкованій греко-католицькій єпархії, основний акцент буде зроблено на релігійне навчання, але всупереч цьому, головна увага в ліцеї звернена на глибоке вивчення класичних дисциплін та трудове навчання, освоєння спеціальності різьбяра по дереву, організатора сакрального туризму і квіткового дизайнера.
Приніс відомість Карачину ще один знаменитий його уродженець — Зейкан Іван Олексійович (1670–1739), який в 1697 році почав служити при російському посольстві у Відні, потім був перекладачем Петрові І і Возніцину в їх дипломатичних місіях, пізніше 2,5 роки був вихователем спадкоємця царського трону, внука Петра І. Підкилимні інтриги царського двору змусили Зейкана повернутися через 30 років в Карачин у свій маєток. Тут він потрапив під підозру австрійської жандармерії, був під її наглядом із забороною виїзду за кордон. Цікавим є те, що ряд істориків вважали І. Зейкана вихідцем із с. Імстичево Іршавського району.

## Населення
Згідно з переписом УРСР 1989 року чисельність наявного населення села становила 397 осіб, з яких 190 чоловіків та 207 жінок.
За переписом населення України 2001 року в селі мешкало 389 осіб.

### Мова
Розподіл населення за рідною мовою за даними перепису 2001 року:
| Мова       | Відсоток |
| ---------- | -------- |
| угорська   | 83,25 %  |
| українська | 16,50 %  |
| російська  | 0,25 %   |

## Туристичні місця
- храм св. арх. Михайла. 1859
- його назва походить від імені татарського воєначальника Карача, який в 1242 році під час монголо-татарської навали розташував свій намет на найвищій ділянці села. Кругом були болотисті місця, а через село протікала річка Бродок (від слова брід). На берегах цієї річки розташовувалося село, а його жителі, в основному жінки, поховалися в густих заростях очерету. Татари кричали їм: « Німпі бабо» (Не бійся жінко), тому ця частина села пізніше так і називалася. Про те, що село знаходилося не там, де зараз розташоване, свідчать чисельні знахідки залишків будматеріалів і побутових речей під час проведення меліоративних робіт. 